# Juliane Prade-Weiss
Juliane Prade-Weiss (* 10. April 1980 in Dresden) ist eine deutsche Literaturwissenschaftlerin.

## Leben
Prade-Weiss studierte von 1998 bis 2004 neuere und ältere deutsche Literatur, Philosophie und Slavistik (Tschechisch) an der Goethe-Universität, der TU Dresden und der Karls-Universität Prag (Abschluss als M.A. mit einer Arbeit über Ovids Briefe aus der Verbannung). Ab 2004 war sie Doktorandin und von 2007 bis 2017 wissenschaftliche Mitarbeiterin am Institut für Allgemeine und Vergleichende Literaturwissenschaft in Frankfurt am Main. 2007 forschte sie am Department of Comparative Literature der Princeton University. Nach der  Promotion 2011 mit der Arbeit Sprachoffenheit: Mensch, Tier und Kind in der Autobiographie zur Imagination der Sprachgenese in philosophischen und literarischen Texten war sie von 2017 bis 2019 Forschungsstipendiatin der Deutschen Forschungsgemeinschaft am German Department der Yale University zum Abschluss des Habilitationsprojektes Anhaltender Verzehr: Zur Sprache des Klagens. Von 2019 bis 2020 war sie an der Universität Wien mit einem Marie Skłodowska-Curie Fellowship der Europäischen Union zu einem Projekt über Komplizenschaft tätig. Seit 2020 ist sie Professorin für Allgemeine und Vergleichende Literaturwissenschaft an der Ludwig-Maximilians-Universität München.
Ihre Arbeitsschwerpunkte sind deutschsprachige Literatur des 18. bis 21. Jahrhunderts, moderne englischsprachige Literatur, römische Literatur, russische und tschechische Literatur, Ästhetik, Psychoanalyse, europäische und globale Ost-West-Narrative, gender studies, Affekt- und Emotionstheorie, Sprache und Gewalt, animal & environmental studies, Mehrsprachigkeit, medical humanities, Literatur und Recht sowie Transgenerationale Weitergabe von Trauma, vor allem im Kontext von Massengewalt.

## Schriften (Auswahl)
- Sprachoffenheit. Mensch, Tier und Kind in der Autobiographie. Würzburg 2013, ISBN 978-3-8260-4955-2.
- als Herausgeberin: (M)Other tongues. Literary reflexions on a difficult distinction. Newcastle upon Tyne 2013, ISBN 978-1-4438-4263-1.
- Language of Ruin and Consumption. On Lamenting and Complaining. London 2020, ISBN 978-1-5013-4420-6.